# Pilar Cortés Bureta
Pilar Cortés Bureta (Fuentes de Jiloca, Zaragoza; 1 de diciembre de 1964) es una profesora y política española, diputada por el Partido Popular en el Congreso durante la X, XI y XII legislaturas.

## Biografía
Doctora en Derecho por la Universidad de Zaragoza y diplomada en Turismo por IESE, es profesora de Derecho Constitucional en la Universidad de Zaragoza. Es secretaria ejecutiva del Partido Popular de Aragón, concejala del Ayuntamiento de Fuentes de Jiloca y diputada por Zaragoza en el Congreso desde 2011. Entre 2014 y 2015 formó parte de la Comisión de Transparencia y Buen Gobierno.